# Jean Jaurès
Jean Jaurès (n. 3 septembrie 1859, Castres – d. 31 iulie 1914, Paris) a fost un politician socialist francez.
Orator și parlamentar socialist, el s-a remarcat prin pacifism și opoziția față de izbucnirea Primului Război Mondial.
Făcea parte din burghezie și a fost profesor de filozofie. Și-a început cariera politică ca deputat republican, dar a aderat la socialism după marile greve ale minerilor din Carmaux și s-a opus legilor scelerate. În timpul Afacerii Dreyfus, el i-a luat apărarea căpitanului Dreyfus și a criticat antisemitismul a cărui victimă acesta devenise.
În 1905 s-a numărat între autorii legii de separare între biserici și stat. În același an a participat la crearea Secției franceze a Internaționalei Muncitorilor (SFIO), contribuind astfel la unificarea mișcării socialiste franceze. Cu toate acestea, pozițiile sale reformiste i-au adus opoziția unei părți din stânga revoluționară. El și-a petrecut ultimii ani din viață încercând, în zadar, să prevină izbucnirea Primului Război Mondial, și se raliază celorlalte componente ale Internaționalei Muncitorilor, astfel că la nivel european plana amenințarea cu greva generală.
Aceste poziții pacifiste i-au adus moartea, fiind asasinat de naționalistul Raoul Villain în ajunul Primului Război Mondial. Acest eveniment a dus, în mod paradoxal, la aderarea stângii la « Union sacrée » (Uniunea Sacră).
În 1924 rămășițele sale pământești au fost transferate la Pantheon.
L'Humanité, fostul ziar al Partidului Comunist Francez (PCF), a fost fondat în anul 1904 de către Jean Jaurès.